# Ishtixon
Ishtixon est une ville de la province de Samarcande en Ouzbékistan. Elle est le siège du district d'Ishtixon.